# Amigny-Rouy
Amigny-Rouy ist eine französische Gemeinde mit 710 Einwohnern (Stand: 1. Januar 2022) im Département Aisne in der Region Hauts-de-France; sie gehört zum Arrondissement Laon, zum Kanton Chauny und zum Gemeindeverband Chauny-Tergnier-La Fère. Die Einwohner werden Amignyrouysiens und Amignyrouysiennes genannt.

## Geografie
Die Gemeinde Amigny-Rouy liegt etwa 23 Kilometer westnordwestlich von Laon. Die Oise begrenzt die Gemeinde im Norden, in die hier der Zufluss Servais einmündet. Die westliche Gemeindegrenze folgt einer gallorömischen Chaussée Brunehaut. Umgeben ist Amigny-Rouy von den Nachbargemeinden Tergnier im Norden, Beautor im Nordosten, Servais im Osten, Barisis-aux-Bois im Süden und Südosten, Sinceny im Süden und Westen sowie Condren im Nordwesten. Von 1910 bis 1939 lag Amigny-Rouy am Überland-Straßenbahnnetz der Verkehrsgesellschaft „Société du Tramway de Tergnier à St-Gobain et à Anizy-Pinon“ (TStG) mit Zügen von und nach Tergnier, Anizy, Pinon und Saint-Gobain.

## Bevölkerungsentwicklung
| Jahr                       | 1962 | 1968 | 1975 | 1982 | 1990 | 1999 | 2006 | 2013 | 2022 |
| Einwohner                  | 504  | 546  | 515  | 622  | 693  | 626  | 706  | 742  | 710  |
| Quellen: Cassini und INSEE |      |      |      |      |      |      |      |      |      |

## Sehenswürdigkeiten

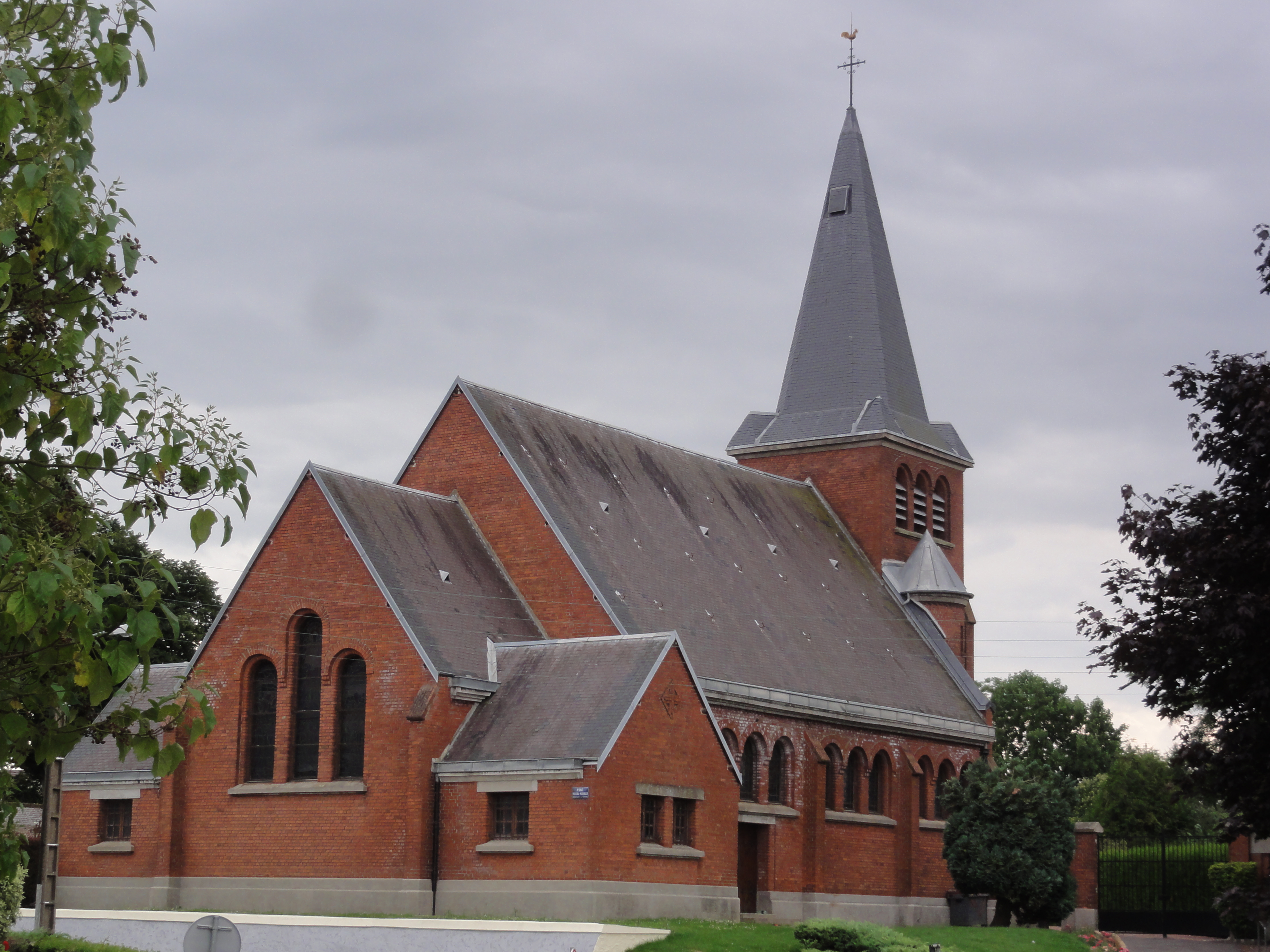
Kirche Saint-Quentin
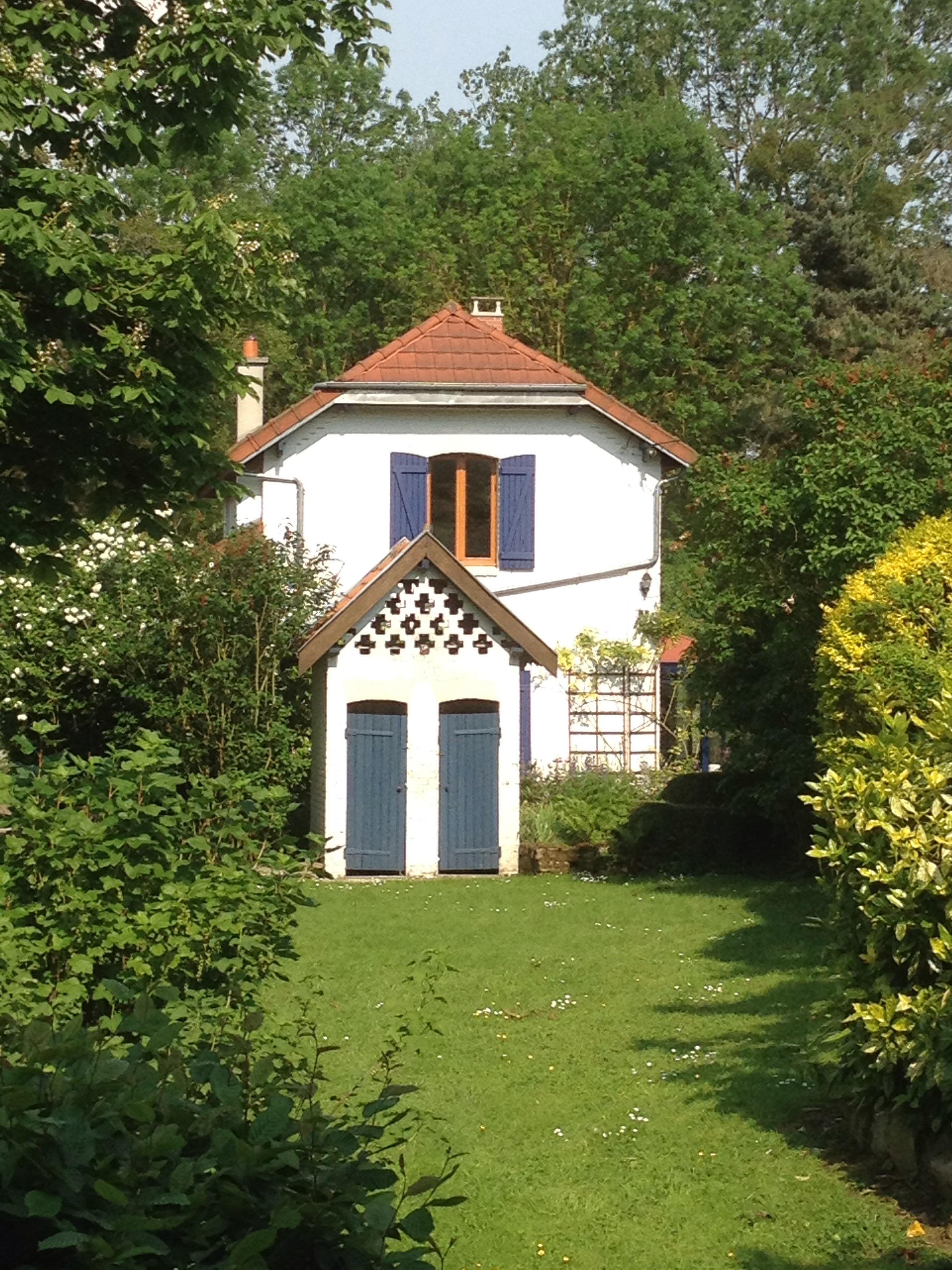
Ehemaliger Überlandstraßenbahn-Bahnhof

- Kirche Saint-Quentin
- Ehemaliger Überlandstraßenbahn-Bahnhof